# 小林千代美
小林 千代美（こばやし ちよみ、1968年12月8日 - ）は、日本の政治家。北海道議会議員（1期）。元衆議院議員（2期）、元北海道千歳市議会議員（2期）。

## 経歴

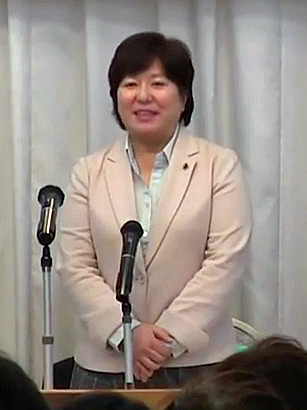
2018年3月、立憲民主党北海道第5区総支部結成大会にて

1968年12月8日、宮城県仙台市生まれ。1987年、東京都立白鷗高等学校卒業。1992年、中央大学法学部政治学科卒業し、日糧製パン入社。入社と同時に労働・平和運動、選択的夫婦別姓の運動などに取り組んだ。
1999年、民主党北海道第5区総支部代表に就任。2000年、第42回衆議院議員総選挙に、民主党公認候補として北海道5区より立候補するが、同じく非自民の自由党新人と野党票が分散し自民党の町村信孝に敗れ、次点で落選。
2003年、第43回衆議院議員総選挙において、小選挙区（北海道5区）では自民党の町村信孝に敗れるが、比例北海道ブロックで復活当選し、初当選。2004年、文部科学委員会委員、法務委員会委員、厚生労働委員会委員に就任。
2005年、第44回衆議院議員総選挙において、小選挙区（北海道5区）では自民党の町村信孝に敗れ、比例での復活当選もなく落選。
2009年、第45回衆議院議員総選挙において、小選挙区（北海道5区）で自民党の町村信孝を破り、初の小選挙区での当選を果たした（町村も比例復活）。
2010年、第45回衆議院議員総選挙で小林陣営の選挙対策委員長代行だった連合北海道札幌地区連合会前会長が、公職選挙法違反で起訴された。小林陣営に計1600万円を不正提供したとして北海道教職員組合（北教組）委員長代理と小林陣営の会計担当者、団体としての北教組が政治資金規正法違反で起訴された。同年2月12日、札幌地方裁判所は、選挙対策委員長代行に対して、懲役2年、執行猶予5年（求刑懲役2年）の判決を言い渡した。同年6月、北教組の委員長代理に禁固4月、執行猶予3年、陣営の会計担当者に禁固6月、執行猶予3年、団体としての北教組は罰金50万円とする判決が確定した。同年6月17日、議員辞職願を衆議院議長に提出し、受理された。小林は、選挙対策委員等の有罪判決を受け、同日の記者会見で「本国会の終了をもって、衆院議員を辞職させていただく」と国会閉会後の辞職を表明。閉会の同日、辞職した。
2011年2月10日、札幌高裁判決により、公職選挙法の連座制が適用され、衆院北海道5区からの立候補を5年間禁止の処分が確定した。
2013年12月から札幌市の障害者グループホームに勤務し、2017年1月まで勤めた。2013年12月18日には戦後補償を考える議員連盟11名の訪韓団（団長：江田五月）に参加した。
2017年2月、民進党千歳支部が次期千歳市議選に小林を擁立することを決め、民進党道連に公認を申請。同年5月28日、千歳市議会議員選挙に民進党公認で立候補し第1位で当選した。任期開始は2017年6月20日。
2021年5月30日、千歳市議会議員選挙に立憲民主党公認で立候補し第2位で再選。その後、副議長に選出された。
2022年12月20日、翌年の第20回統一地方選挙で行われる北海道議会議員選挙において、千歳市区から無所属（立憲民主党推薦）で出馬することを表明。同年31日、千歳市議会議員を辞職した。2023年4月10日、北海道議会議員選挙が行われ、自民党現職2人との三つ巴の争いとなり、結果、第2位（定数2）で当選。

## 政策
- 永住外国人への地方選挙権付与に賛成[12]。
- 選択的夫婦別姓制度導入に賛成。自分自身も通称姓を5年程使用した。どんなライフスタイルを選択しても有利・不利にならない社会の実現を目指し、今後もジェンダーの課題に取り組んでいく、と述べている[13]。

## 活動
- 2010年3月31日、戦時性暴力問題連絡協議会主催の「一日も早く『慰安婦』問題の解決を求める市民と議員の集い」に参加[14]。
- 2010年4月21日、姜日出を招いた「戦時性的強制被害者問題解決促進法案提出」提出十周年記念集会に参加し、戦時性的強制被害者問題解決促進法案の成立を目指す強い思いを語った[15]。
- 2010年4月28日、選挙区内にある千歳市で行われた自衛隊体制維持を求める総決起大会に来賓として出席し、挨拶を述べた[16]。

- 2013年12月18日から20日に戦後補償を考える議員連盟の11名で三回目の訪韓団（団長:江田五月）を実行した。神本美恵子参議院議員は「慰安婦問題は、過去ではなく、現在の問題と長官の認識に共感する。日本国内での紛争であり、性暴力の解決行動課題に慰安婦問題を含んでいうと努力している」ことを強調した[17][18][19]。

## 所属団体・議員連盟
- リベラルの会
- 「共謀罪」に反対する超党派国会議員と市民の集い（呼びかけ人）
- NPO法人東アジア市民ネットワーク（理事）
- 司法のあり方を検証・提言する議員連盟